# Беджая (област)
Беджая (на арабски: ولاية بجاية) е област на Алжир. Населението ѝ е 912 577 жители (по данни от април 2008 г.), а площта 3268 кв. км. Намира се в часова зона UTC+01. Телефонният ѝ код е +213 (0) 34. Административен център е град Беджая.